# Gradski Vrhovci
Gradski Vrhovci su naselje u Republici Hrvatskoj u Požeško-slavonskoj županiji, u sastavu grada Požege.

## Zemljopis
Gradski Vrhovci su smješteni oko 5 km južno od Požege na Požeškoj gori na županijskoj cesti Ž4100 Požega – Nova Kapela, susjedna naselja su Crkveni Vrhovci na jugu i Seoci na sjeveru.

## Stanovništvo
Prema popisu stanovništva iz 2011. godine Gradski Vrhovci su imali 46 stanovnika.
| broj stanovnika | 286   | 323   | 302   | 350   | 367   | 402   | 382   | 211   | 175   | 192   | 189   | 139   | 108   | 83    | 57    | 46    | 16    |
|                 | 1857. | 1869. | 1880. | 1890. | 1900. | 1910. | 1921. | 1931. | 1948. | 1953. | 1961. | 1971. | 1981. | 1991. | 2001. | 2011. | 2021. |